# Coruche (freguesia)
A Freguesia de Coruche foi uma freguesia portuguesa do Município de Coruche, que tinha 242,57 km² de área e 8 913 habitantes (2011), e, por isso, uma densidade populacional de 36,8 hab./km².
Foi extinta em 2013, no âmbito de uma reforma administrativa nacional, tendo sido agregada às freguesias de Fajarda e Erra, para formar uma nova freguesia denominada União das Freguesias de Coruche, Fajarda e Erra da qual é a sede.
Na freguesia localizava-se a localidade de São Torcato (Coruche). 

## População
| População da freguesia de Coruche | População da freguesia de Coruche | População da freguesia de Coruche | População da freguesia de Coruche | População da freguesia de Coruche | População da freguesia de Coruche | População da freguesia de Coruche | População da freguesia de Coruche | População da freguesia de Coruche | População da freguesia de Coruche | População da freguesia de Coruche | População da freguesia de Coruche | População da freguesia de Coruche | População da freguesia de Coruche | População da freguesia de Coruche |
| --------------------------------- | --------------------------------- | --------------------------------- | --------------------------------- | --------------------------------- | --------------------------------- | --------------------------------- | --------------------------------- | --------------------------------- | --------------------------------- | --------------------------------- | --------------------------------- | --------------------------------- | --------------------------------- | --------------------------------- |
| 1864                              | 1878                              | 1890                              | 1900                              | 1911                              | 1920                              | 1930                              | 1940                              | 1950                              | 1960                              | 1970                              | 1981                              | 1991                              | 2001                              | 2011                              |
| 4 898                             | 5 960                             | 6 184                             | 7 212                             | 10 130                            | 10 763                            | 14 065                            | 18 085                            | 20 585                            | 21 945                            | 18 204                            | 18 620                            | 10 228                            | 9 221                             | 8 913                             |

No ano de 1890 tinha as freguesias de Mato e S. Torcato anexadas (decreto de 17/06/1886). No ano de 1900 tinha anexadas as freguesias de Mato, erra e Lamarosa. Nos censos de 1911 a 1960 tinha anexadas as freguesias de Mato, Erra, Lamarosa e S. Torcato. Pelo decreto-lei nº 27 424, de 31/12/1936, estas freguesias foram extintas, passando a fazer parte desra freguesia. Em 1984 foram criadas as freguesias de Biscainho e Branca com lugares desanexados da freguesia de Coruche
| Distribuição da População por Grupos Etários | Distribuição da População por Grupos Etários | Distribuição da População por Grupos Etários | Distribuição da População por Grupos Etários | Distribuição da População por Grupos Etários | Distribuição da População por Grupos Etários | Distribuição da População por Grupos Etários | Distribuição da População por Grupos Etários | Distribuição da População por Grupos Etários | Distribuição da População por Grupos Etários |
| -------------------------------------------- | -------------------------------------------- | -------------------------------------------- | -------------------------------------------- | -------------------------------------------- | -------------------------------------------- | -------------------------------------------- | -------------------------------------------- | -------------------------------------------- | -------------------------------------------- |
| Ano                                          | 0-14 Anos                                    | 15-24 Anos                                   | 25-64 Anos                                   | > 65 Anos                                    |                                              | 0-14 Anos                                    | 15-24 Anos                                   | 25-64 Anos                                   | > 65 Anos                                    |
| 2001                                         | 1 207                                        | 1 129                                        | 4 822                                        | 2 063                                        |                                              | 13,1%                                        | 12,2%                                        | 52,3%                                        | 22,4%                                        |
| 2011                                         | 1 175                                        | 835                                          | 4 538                                        | 2 365                                        |                                              | 13,2%                                        | 9,4%                                         | 50,9%                                        | 26,5%                                        |

Média do País no censo de 2001:  0/14 Anos-16,0%; 15/24 Anos-14,3%; 25/64 Anos-53,4%; 65 e mais Anos-16,4%
Média do País no censo de 2011:   0/14 Anos-14,9%; 15/24 Anos-10,9%; 25/64 Anos-55,2%; 65 e mais Anos-19,0%

## Património
- Pelourinho de Coruche
- Ponte da Coroa
- Casa dos Cota Falcão, incluindo os pátios e toda a zona construída

## Personalidades ilustres
- Visconde de Coruche